# Clytoderus pygmaeus
Clytoderus pygmaeus là một loài bọ cánh cứng trong họ Cerambycidae.